# Wacław Graniczny

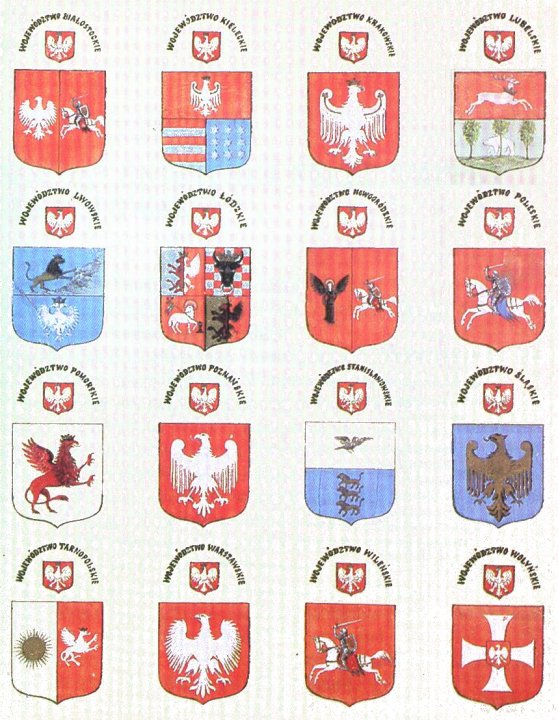
Plansza z projektami herbów województw II Rzeczypospolitej autorstwa Wacława Granicznego

Wacław Graniczny (ur. 13 marca 1877 w Bodzechowie, zm. 26 maja 1937) – polski archiwista, znawca heraldyki, z wykształcenia prawnik.

## Życiorys
Uczęszczał do gimnazjum w Radomiu, gdzie w 1896 zdał maturę, a następnie studiował prawo na Cesarskim Uniwersytecie Warszawskim. Po zakończeniu studiów, w latach 1902–1910, był aplikantem sądowym i adwokackim. Później nie pracował już w tym zawodzie.
Jeszcze podczas studiów, począwszy od 1 stycznia 1898, pracował jako dietariusz w Warszawskim Archiwum Głównym, od 1910 był tam zatrudniony na stałe. Służył pomocą ówczesnemu dyrektorowi archiwum Teodorowi Wierzbowskiemu przy jego pracach: Matricularum Regni Poloniae Summaria (cz. 1–5,1; 1905–1919), Vademecum. Podręcznik dla studyów archiwalnych dla historyków i prawników polskich (1908) i Przywileje królewskiego miasta stołecznego Starej Warszawy. 1376–1772 (1913). Był również jednym ze współtwórców wykazu aktów (od XV do XVIII wieku), znajdujących się w zasobach archiwum, funkcjonującego pod nazwą Monumenta Iuris – brał udział w pracach nad wydanym w 1912 (pod kierunkiem Teodora Wierzbowskiego) tomem I (Manuscriptorum quae in Chartophylacio Maximo Varsoviensi asservantur tabulae analyticae) oraz opracował (wraz z Adolfem Mysłowskim) wydany w 1914 tom II (Matricularum Regni Poloniae codices saeculo XV conscripti). W listopadzie 1919 istniały w Wydziale Archiwów Państwowych Ministerstwa Wyznań Religijnych i Oświecenia Publicznego plany, by przenieść go do Archiwum Państwowego w Piotrkowie na stanowisko dyrektora archiwum, jednak nie doszło do ich realizacji. Pracę w Archiwum Głównym Akt Dawnych, będąc już starszym archiwistą, zakończył na jesieni 1921. Wtedy bowiem przeszedł (na okres od października 1921 do września 1923) do Wydziału Archiwów Państwowych na stanowisko starszego referenta. W ramach swoich obowiązków zawodowych często dokonywał wizytacji w archiwach prowincjonalnych, a także zajmował się badaniami i przekazywaniem odkrytych starych dokumentów (znajdujących się w posiadaniu władz powiatowych i osób prywatnych) do archiwów państwowych.
Od 1 października 1923 był zatrudniony w Archiwum Skarbowym w Warszawie na stanowisku dyrektora. Ten awans związany był w znacznej mierze z początkiem dużego napływu do archiwum akt z ZSRR na mocy zapisów rewindykacyjnych traktatu ryskiego. Jako że w tym czasie miała miejsce w Polsce reforma rolna (komasacja gruntów, zniesienie serwitutów) koniecznym było szybkie uporządkowanie i udostępnienie pozyskanych akt.
Jako osoba dobrze obeznana w problematyce heraldycznej i w dodatku dysponująca znacznymi umiejętnościami w dziedzinie rysunku został wyznaczony (przez utworzoną na VI sesji Rady Archiwalnej w 1928 komisję do spraw herbów wojewódzkich) do opracowania graficznych projektów herbów województw i ośrodków miejskich. Projekty te, które powstawały, w porozumieniu z MSW i z Departamentem Sztuki Ministerstwa Wyznań Religijnych i Oświecenia Publicznego, w Wydziale Archiwów Państwowych, zostały potem zakupione przez Departament Sztuki jako wstępny materiał (poprawny od strony heraldycznej) do dalszych prac nad herbami województw. Na Powszechną Wystawę Krajową w 1929 (do działu archiwalnego) Graniczny sporządził plansze z wykresami przedstawiającymi problematykę dotyczącą archiwów państwowych.